# Jürgen Wouters
Jürgen Wouters (* 4. März 1981 in Gilze) ist ein niederländischer Badmintonspieler.

## Karriere
Jürgen Wouters gewann 2006 bei den Einzelmeisterschaften der Niederlande Gold im Herrendoppel mit Ruud Bosch und Silber im Mixed mit Paulien van Dooremalen. Bei der Weltmeisterschaft 2006 wurde er mit den genannten Partnern 17. im Mixed und 33. im Doppel. Bei der All England Super Series 2009 belegte er Platz neun im Herrendoppel mit Jorrit de Ruiter. In der Saison 2009/2010 startete er in der Badminton-Bundesliga beim BV Gifhorn und wurde mit dem Team Sechster.

## Sportliche Erfolge
| Saison | Veranstaltung                      | Disziplin    | Platz | Name                                    |
| ------ | ---------------------------------- | ------------ | ----- | --------------------------------------- |
| 2006   | Niederlande: Einzelmeisterschaften | Herrendoppel | 1     | Jürgen Wouters / Ruud Bosch             |
| 2006   | Niederlande: Einzelmeisterschaften | Mixed        | 2     | Jürgen Wouters / Paulien van Dooremalen |
| 2006   | Weltmeisterschaft                  | Mixed        | 17    | Jürgen Wouters / Paulien van Dooremalen |
| 2009   | All England                        | Herrendoppel | 9     | Jürgen Wouters / Jorrit de Ruiter       |